# Petrus Kylander
Petrus (Pehr) Kylander, född 19 januari 1737 i Linköping, död 25 januari 1793 i Örberga socken, var en svensk präst i Örberga församling.

## Biografi
Petrus Kylander föddes 19 januari 1737 i Linköping. Han var son till hospitalspredikanten i staden. Kylander studerade i Linköping och blev höstterminen 1755 student vid Lunds universitet. Han prästvigdes 17 januari 1762 och blev 22 januari 1772 komminister i Vadstena församling, tillträdde 1773. Kylander avlade 5 augusti 1782 pastoralexamen och blev 9 november 1790 kyrkoherde i Örberga församling, tillträdde 1792. Han avled 25 januari 1793 i Örberga socken och begravdes på kyrkogården.
På prästmötet den 11 september 1793 läste kyrkoherden J. Schenmark i Konungsunds församling en minnesanteckning över Kylander.
Kylander var från 1783 medlem i Uppfostringssällskapet, Stockholm och från 1787 medlem i Kungliga Patriotiska Sällskapet. Han katalogiserade Linköpings stifts handskrifter och undersökte 1783 Magnus Vasas grav i Vadstena klosterkyrka.

### Familj
Kylander gifte sig 12 januari med Elsa Sophia Sidenius (1753–1830). Hon var dotter till garvaren Olof Sidenius och Margareta Maria Wallman i Vadstena. De fick tillsammans barnen Inga Margareta (1779–1860), Johanna Sophia (1781–1810), Jonas (1784–1862), Matts Olof (1787–1868), Johan Anders (född 1790) och Jacob Una (1792–1830). Efter Kylanders död gifte Elsa Sophia Sidenius om sig 1704 med kyrkoherden Jöns Utterbom i Örberga socken.